# Primetals
Primetals Technologies — проектная машиностроительная компания. Штаб-квартира расположена в Лондоне, многочисленные подразделения — по всему миру. Компания работает с заказчиками в области чёрной и цветной металлургии. Создана 2015 году в виде совместного предприятия компаний Siemens VAI Metals Technologies и Mitsubishi-Hitachi Metals Machinery. Начиная с 2020 года, Primetals Technologies — совместное предприятие Mitsubishi Heavy Industries и партнёров.

## Обзор

### Деятельность
Компания Primetals Technologies действует как поставщик полного спектра оборудования для металлургической промышленности. Портфолио фирмы распространяется на все аспекты технологических процессов в чёрной и на некоторые технологии в цветной металлургии. Неполный перечень этих процессов включает следующие технологии: обогащение, прямое восстановление, кислородное производство стали, электросталеплавление, непрерывная разливка, горячая и холодная прокатка, а также отделка. Компания также активно работает в области цифровизации различных направлений металлургической промышленности, включая новейшие разработки технологий автоматизации, услуг, увеличение доли использования искусственного интеллекта и рост применения робототехники для улучшения промышленной безопасности на предприятиях чёрной металлургии.

### Курс Primetals Technologies на «зеленую» металлургию
В мае 2022 года был объявлен курс на решение новой глобальной задачи по внедрению «зеленой» металлургии; это заданное направление призвано объединить узкоспециализированные компетенции фирмы с межотраслевыми возможностями более крупной Mitsubishi Heavy Industries Group. Признавая всю серьёзность глобального климатического кризиса, в целом металлургическая промышленность считается основным источником выбросов углерода в атмосферу. В частности, в 2020 году доля выбросов CO2 металлургическими предприятиями составила 8 процентов от общего глобального объёма. Располагая в своем портфолио несколькими природоохранными технологиями, Primetals Technologies вносит свой вклад по сокращению углеродного следа от металлургической промышленности.

## История

### Mitsubishi-Hitachi Metals Machinery
В мае 2000 года Mitsubishi Heavy Industries и Hitachi объявили о создании всеобъемлющего партнёрства в области прокатных станов для металлургии. С целью осуществления коммерческой и проектной деятельности в области прокатных станов и других технологических агрегатов в октябре 2000 года было образовано совместное предприятие MHI-Hitachi Metals Machinery, Inc. В 2002 году последовало изменение названия на Mitsubishi-Hitachi Metals Machinery, Inc. (MHMM). В 2004 году в США была создана компания Mitsubishi-Hitachi Metals Machinery, Inc. (МНММ).
- 2006 год — приобретение компании New Gencoat, Inc. (США);
- 2006 год — MHMM заключила с компанией Shougang Jingtang Inc. (Китай), контракт на поставку совмещённого агрегата травления и стана-тандем холодной прокатки;
- 2007 год — создание компании Mitsubishi-Hitachi Metals Machinery, Inc. (Китай);
- 2010 год — пуск агрегата бесконечной сварки и прокатки для квадратной заготовки на предприятии POSCO (Республика Корея);
- 2010 год — создание компании Mitsubishi-Hitachi Metals Machinery South Asia Private Ltd.;
- 2012 год — пуск стана горячей прокатки № 2 на предприятии Usiminas Cubatão (Бразилия);
- 2013 год — интеграция бизнес-сегмента прокатных станов IHI Metaltech;
- 2013 год — приобретение Mitsubishi-Hitachi Metals Machinery акций компании Concast Ltd. (Индия);
- 2013 год — приобретение контрольного пакета акций компании Hasegawa Gear Works, Ltd.

### Siemens VAI Metals Technologies

#### 1938—1955 годы
Компания VAI, являясь дочерней компанией VA Technologie AG, начала свою деятельность в области строительства промышленных установок в рамках предприятия Vereinigte Österreichische Eisen und Stahlwerke (VÖEST), но уже с 1956 года стала действовать самостоятельно. В 1938 году американская компания Н.А. Brassert & Co. начала проектирование завода Reichswerke в Линце и продолжала его до своего ухода в 1939 году.
В конце Второй мировой войны территорию Австрии контролировали союзники по антигитлеровской коалиции. Вследствие воздушных налётов во время войны большинство промышленных объектов получили серьёзные повреждения. В июле 1945 года завод Alpine Montan AG Hermann Göring был переименован в Vereinigte Österreichische Eisen- und Stahlwerke (VÖEST) («Объединенные австрийские металлургические заводы») и выделен из состава Alpine Mountain AG. После образования новой Австрийской Республики в июле 1946 года в том же году заводы были возвращены Австрии, и стали частью концерна ÖIAG (АО «Австрийская промышленность»). Для проведения реконструкции компания Voestalpine воспользовалась финансированием по плану Маршалла. В 1947 году начали работать первая доменная печь, мартеновская печь и первые коксовые батареи. В 1948 году запущен «Металлургический план», согласно которому в Линце разместилось производство плоского проката, а в Донавице — сортового. Он включал в себя производство готовой продукции на толстолистовом стане и сооружение в Линце нового слябинга и стана прокатки горячей полосы.
Тем не менее, в будущем производство плоской продукции на базе мартеновской печи обещало стать чрезмерно дорогостоящим. Поэтому в 1949 году началась разработка нового производственного кислородно-конвертерного процесса, впоследствии названного «Технологией Линц-Донавиц», и заявка на патентование которой была подана в 1950 году. Два кислородных конвертера были пущены по окончании строительства: один — в 1952 году в Линце, а второй — в 1953 году в Донавице.

#### 1956—1973 годы
В 1956 году Voest-Alpine Industrieanlagenbau начала работу в качестве отдела компании VÖEST.
После изобретения кислородно-конвертерного процесса и на основании опыта, полученного в процессе послевоенных реконструкций, VÖEST в сотрудничестве с компанией Fried. Krupp из Эссена (Германия), в 1958 году начала сооружение первого кислородно-конвертерного цеха за пределами Австрии: в Руркеле (Индия). В 1960 году компании VÖEST передано руководство фирмой Wiener Brückenbau und Eisenkonstruktions AG (WBB), переименованной впоследствии в Voest-Alpine Hebetechnik- und Brückenbau AG. Компания VÖEST продолжала развиваться и к 1968 году увеличила сеть своих деловых партнёров до 274 заказчиков из 87 стран. В 1973 году произошло слияние двух национализированных компаний чёрной металлургии, VÖEST и Österreichisch-Alpine Montangesellschaft (Alpine), которые стали акционерным обществом Vöest-Alpine AG.

#### 1974—1994 годы
Нефтяной кризис, начавшийся в 1974 году, серьёзно и повсеместно повлиял на мировую металлургическую промышленность (см. также «Металлургический кризис»). Так случилось, что в Австрии вместе с образованием группы Vöest-Alpine AG между 1974 и 1976 годах к ней присоединилось несколько других компаний, включая Gebrüder Böhler & Co AG, Schoeller-Bleckmann Stahlwerke AG и Steirische Gußstahlwerke AG, что привело к созданию компании Vereinigte Edelstahlwerke AG (VEW). В то время как слияние данных фирм усилило положение Vöest-Alpine AG, влияние металлургического кризиса способствовало изменению фокуса в деятельности компании. В 1977 году группа была поделена на четыре направления: производство стали, обработка, готовая продукция и проектирование промышленных агрегатов. В 1978 году проектирование промышленных агрегатов находилось также под непосредственным руководством Правления компании.
В конце семидесятых VOEST-ALPINE AG, известная как VAI, совместно с Korf Engineering GmbH начала разрабатывать технологию COREX, первоначально известную как «Метод KR». В 1985 году наступил кризис, и компания VOEST-ALPINE объявила о банкротстве. Осенью 1986 года вместе с созданием холдинга Österreichische Industrieholding Aktiengesellschaft (ÖIAG) была представлена «Концепция новой VOEST-ALPINE».
Наконец, в 1988 году правительство Австрии приняло решение о частичной приватизации ÖIAG, что привело к образованию Voest-Alpine Stahl AG (VA Stahl), одновременно передав Voest-Alpine Industrieanlagenbau (VAI, также VAI-BAU) в машиностроительный холдинг Maschinen- und Anlagenbauholding AG.

#### 1995—2014 годы
В 1993 году, после реорганизации группы ÖIAG, возник концерн VA Technologie AG (VA Tech), который стал для VAI материнской компанией. В 1995 году VAI работала в 45 странах, располагала 2000 инженеров и получила доход в 841 миллион долларов США.
В 1995 году VAI приобрела первые акции компании Fuchs Systems Inc. (Fuchs Systemtechnik GmbH), изготовителя электродуговых печей и прочего оборудования для производства стали из ФРГ, заводы которого располагались в Мексике и США (Солсбери). В 1997 году на заводе в Солсбери работало 230 сотрудников.
По состоянию на 1997 год ÖIAG владела 24 %, а Voest-Alpine Stahl — 19,05 % акций концерна VA Tech — материнской компании VAI. В сентябре 1999 года VAI завершила приобретение норвежской компании металлургического оборудования Kværner A.S.A., включая её производственные мощности во Франции, Испании, Италии, Германии, Китае, Индии и Великобритании. Американский филиал VAI — Voest-Alpine Industries Inc. — разместил свою штаб-квартиру в Питтсбурге (США). В 1999 году фирма Voest-Alpine Industries, часть компании VA Tech North America, перевела всю свою деятельность из Питтсбурга в Саут-Поинт (округ Вашингтон, Пенсильвания). В то же самое время компания только что приобрела группу по выпуску металлургического оборудования Kværner A.S.A. Компания Voest-Alpine Industries также работала в г. Истлейк (Огайо, США) и г. Бентон Харбор (Мичиган). В 2002 году отдел автоматизации Voest-Alpine Industries переехал из Истлейка в Саут-Поинт.
По состоянию на 1999 год Voest-Alpine Industries владела 49 процентами фирмы Fuchs. Также компания сократила 59 сотрудников в Солсбери; Fuchs оставалась ведущей фирмой на рынке, и материнские компании решили оставить её в бизнесе. Сокращение штатов стало результатом экономического кризиса в Азии, а также сокращения спроса на американскую сталь из-за низких цен на импорт. Однако, азиатский рынок восстановился в 1999 году, а Европа и Южная Америка стали новыми потенциальными рынками. В 2001 году Voest-Alpine Industrieanlagenbau выкупила остатки компании Fuchs Systems, которая стала называться VAI Fuchs, а также была добавлена компания VAI Technometal. Однако, в мае 2001 года Fuchs закрыла завод в Солсбери, свой единственный актив в Америке, поскольку половина заказчиков были близки к банкротству или уже обанкротились. Компания AlloyWorks купила три здания, а в четвёртом разместилось медицинское учреждение. Кроме того, в 2001 году мировая металлургия столкнулась со спадом из-за снижения цен, но несмотря на это непрерывная разливка (в данной области VAI была мировым лидером) продолжала давать положительные результаты, в особенности в Китае. VAI сократила свои бизнес-направления с шести до четырёх: Производство чугуна и стали (самый крупный сегмент), прокатка и отделка, автоматизация и услуги для металлургии.
Также в 2001 году отдел непрерывной разливки VAI добавил себе в актив литейно-прокатный агрегат для сверхшироких слябов средней толщины на заводе IPSCO Steel в г. Мобил (Алабама, США); в то время данный агрегат считался установкой с самыми крупными в мире цельными литыми станинами массой 350 тонн. Вместе с компанией Voest-Alpine Stahl сегмент автоматизации завершил проект в области контроля качества.
В 2003 году филиал VAI, Voest-Alpine Services & Technologies Corp., стал мажоритарным собственником компании Steel Related Technology, г. Блайтвилл (штат Арканзас, США).
После приобретения компанией Siemens концерна VA Technologie AG, которое завершилось в июле 2005 года, VAI сменила название на Siemens VAI, став частью Siemens Industrial Solutions and Services Group. Позже Siemens VAI была переименована в Siemens VAI Metals Technologies GmbH & Co., называемую также VAI Group, которая была создана на основе бизнес-направлений проектирования и автоматизации VAI и Siemens. Компания Siemens Group Industrial Solutions and Services также включила в себя фирму Voest-Alpine Services and Technologies (VAST). Руководство обоими подразделениями Siemens осуществлялось из Питтсбурга. Компания VAST оказывала производителям стали и алюминия услуги по техническому обслуживанию из одиннадцати мест: Балтимор (штат Мэриленд); Норт-Ист (штат Мэриленд), Нью-Лондон, Огайо; Милан, Огайо; Бентон Харбор, Мичиган; Бетел-Парк, Пенсильвания; Блайтвилл (Арканзас); Чарлстон (Южная Каролина); Декейтер (Алабама); и Эри (Пенсильвания) в США и Су-Сент-Мари (провинция Онтарио) в Канаде.

### Primetals Technologies

#### После 2015 года
О создании Primetals Technologies было объявлено в 2014 году. Mitsubishi приобрела 51 % компании Siemens VAI. Primetals Technologies начала свою деятельность в январе 2015 года. В 2019 году Primetals Technologies вместе с Mitsubishi Heavy Industries приобрели ABP Induction Systems.
30 сентября 2019 года Mitsubishi Heavy Industries и Siemens AG пришли к соглашению о приобретении MHI 49 процентов доли компании Siemens в Primetals Technologies. Сделка была завершена в конце января 2020 года.
Весной 2021 года международная частная инвесткомпания Mutares (англ.) купила у Primetals Technologies, Ltd. Компанию Primetals Technologies France, впоследствии переименовав её в Clecim France.
Осенью 2021 года Primetals Technologies, Ltd. передала акции Primetals Technologies Italy компании Calista Private Equity, финансовому инвестору, расположенному в Мюнхене, Германия.